# Montouto
Montouto é uma povoação portuguesa do Município de Vinhais que foi sede da extinta Freguesia de Montouto, freguesia que tinha 27,82 km² de área e 110 habitantes (2011), e, por isso, uma densidade populacional de 4 hab/km².
A Freguesia de Montouto foi extinta (agregada), a partir de 29 de Setembro de 2014, tendo o seu território passado a fazer parte integrante da então criada União de Freguesias de Moimenta e Montouto.
A Freguesia de Montouto estendia-se desde a montanha principal da Serra da Coroa, no termo da aldeia de Montouto, até às Fragas do Pingadeiro, elevação que toca na fronteira com a Espanha.
Faziam parte desta freguesia, além da sede, as aldeias de Carvalhas, Casares, Cerdedo, Landedo e Vilarinho das Touças.
A principal fronteira de Vinhais para a Espanha situa-se na aldeia das Carvalhas, onde ainda se erguem em ambos os lados da raia os antigos postos dos guardas fronteiriços. Desde aqui se chega rapidamente à Autovia das Rias Baixas, auto-estrada que liga a Galiza a Castela-Leão, e que é muito requisitada pelos emigrantes portugueses no seu regresso a casa, ou por turistas em busca do Lago da Sanábria.

## População
| População da Freguesia de Montouto | População da Freguesia de Montouto | População da Freguesia de Montouto | População da Freguesia de Montouto | População da Freguesia de Montouto | População da Freguesia de Montouto | População da Freguesia de Montouto | População da Freguesia de Montouto | População da Freguesia de Montouto | População da Freguesia de Montouto | População da Freguesia de Montouto | População da Freguesia de Montouto | População da Freguesia de Montouto | População da Freguesia de Montouto | População da Freguesia de Montouto |
| ---------------------------------- | ---------------------------------- | ---------------------------------- | ---------------------------------- | ---------------------------------- | ---------------------------------- | ---------------------------------- | ---------------------------------- | ---------------------------------- | ---------------------------------- | ---------------------------------- | ---------------------------------- | ---------------------------------- | ---------------------------------- | ---------------------------------- |
| 1864                               | 1878                               | 1890                               | 1900                               | 1911                               | 1920                               | 1930                               | 1940                               | 1950                               | 1960                               | 1970                               | 1981                               | 1991                               | 2001                               | 2011                               |
| 546                                | 558                                | 520                                | 497                                | 489                                | 505                                | 514                                | 634                                | 635                                | 587                                | 452                                | 305                                | 201                                | 165                                | 110                                |

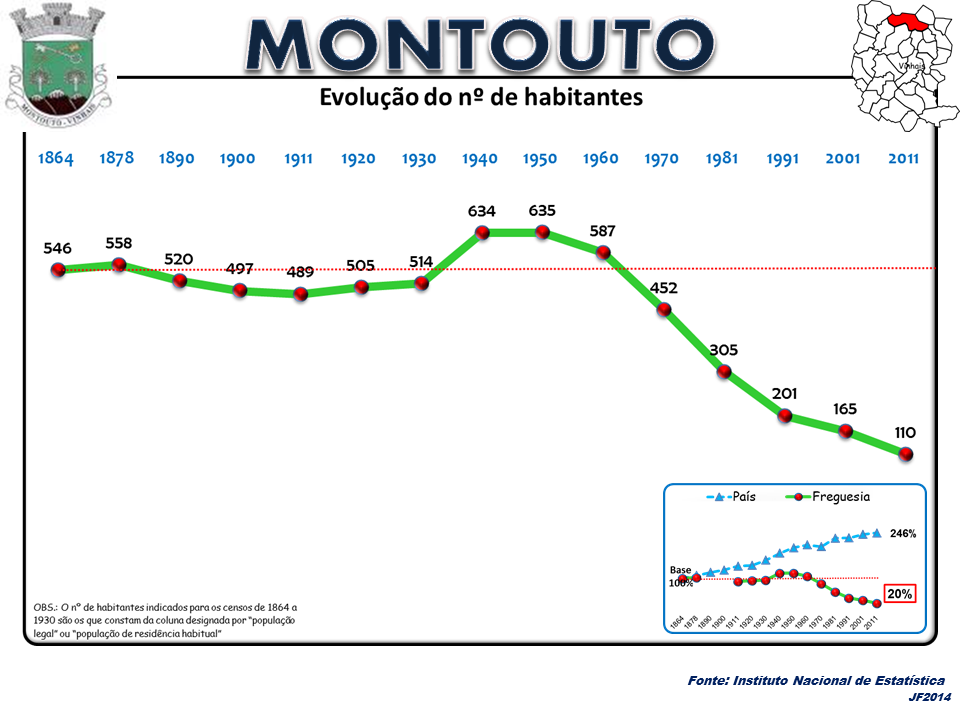
Evolução da População 1864 / 2011
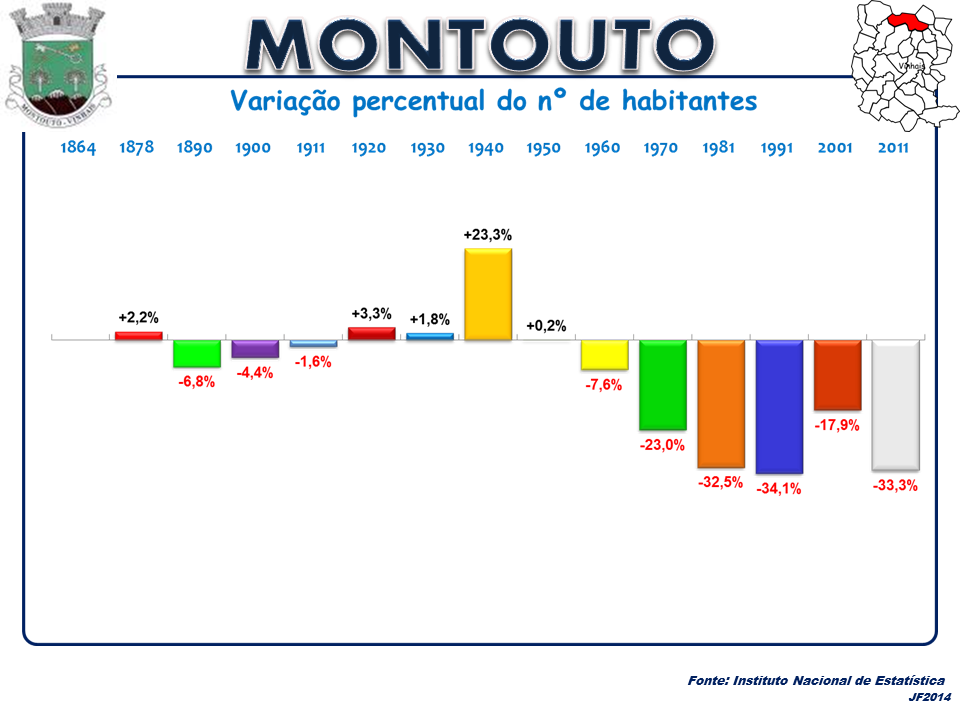
Variação da População 1864 / 2011
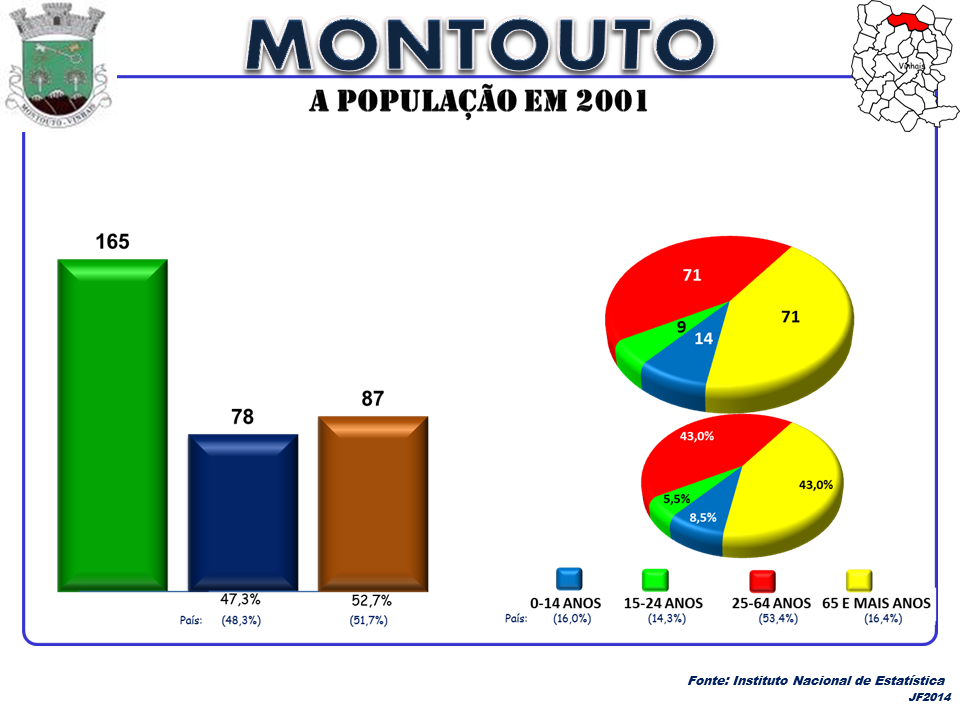
A População em 2001
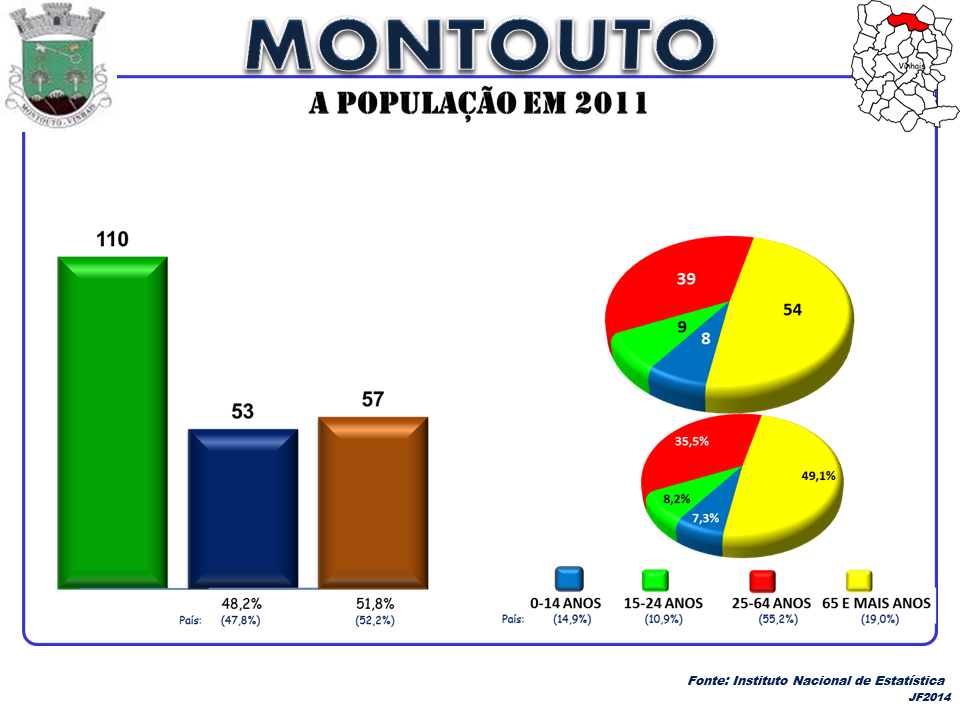
A População em 2011

## Património
- Igreja Paroquial de Montouto.